# Notas explicativas sobre el Nuevo Testamento
Notas explicativas sobre el Nuevo Testamento es una traducción y comentario bíblico del Nuevo Testamento obra del teólogo inglés John Wesley . Fue publicado por primera vez en 1755 y el trabajo pasó por cinco ediciones durante la vida de Wesley.

## Desarrollo
En 1753, Wesley enfermó gravemente, quedando temporalmente incapaz de viajar y predicar. Como resultado, se puso a trabajar en un comentario y traducción bíblicos. Comenzó a escribir el 4 de enero de 1754 y continuó sin predicar hasta marzo de ese mismo año, para este punto había producido ya un borrador de la traducción. El ritmo de Wesley se vio afectado por otras actividades, y completó el comentario hasta el 23 de septiembre de 1755, año en que se publicó, aunque se realizaron más actualizaciones en 1759 y 1787. En 1790 se publicó la traducción sin un comentario adjunto. Su hermano Charles Wesley lo ayudó en su trabajo.

## Contenido

### Traducción
Wesley trabajó a partir de manuscritos griegos del Nuevo Testamento, en particular los de Johann Albrecht Bengel, manteniendo su traducción estrechamente alineada con la versión King James (KJV). Hizo alrededor de 12.000 modificaciones menores a la KJV, muchas de las cuales se han incorporado a traducciones modernas como la Versión Revisada. Wesley intentó modernizar el lenguaje fechado de la KJV. También cambió muchas apariciones de la palabra "deberá" por "voluntad", minimizando así el énfasis en la predestinación dentro del texto y poniéndolo más en línea con la teología metodista .

### Comentario
En su prefacio, Wesley afirmó que sus notas estaban dirigidas al "lector ignorante" y tenían la intención de ser de naturaleza antisectaria. Basó su trabajo en cuatro comentarios anteriores: Gnomon Novi Testamenti de Bengel, El expositor familiar de Philip Doddridge, El expositor práctico de John Guyse y Lecturas teológicas de John Heylyn. Muchas partes del comentario eran meras transcripciones o traducciones de estos textos. Los cuatro autores eran doctrinalmente calvinistas, mientras que Wesley era arminiano en su teología. Como tal, Wesley se abstuvo de usar estos textos cuando surgieron cuestiones de predestinación y libre albedrío .
Wesley se centró en brindar contexto histórico en su comentario, dando explicaciones del sistema judicial judío y las posiciones de grupos como los saduceos y los fariseos . La doctrina de Wesley de la perfección cristiana que aparece en gran medida en sus otros escritos se encuentra notablemente ausente en sus notas.